# Supermodified
Supermodified — класс автомобильных гонок на машинах с открытыми колёсами на овальных трассах в США и Канаде. Эти гонки зародились в 1950-х гг. и популярны прежде всего в западных штатах, районе Великих озер и Северо-Востоке.

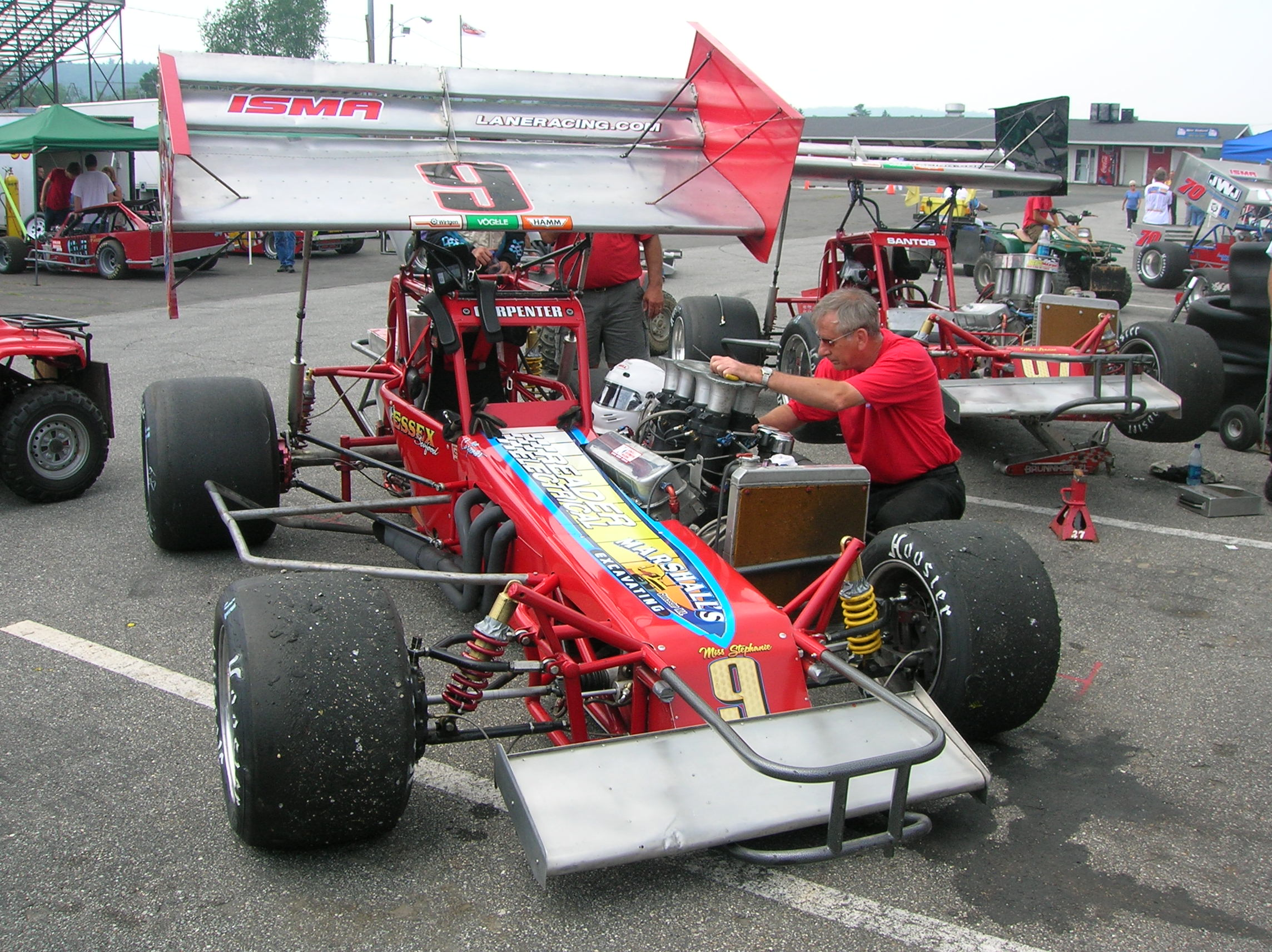
ISMA Supermodified

## Конструкция
Основу конструкции автомобиля Supermodified составляет сварная трубчатая рама из 25-мм труб хром-молибденовой стали, несущая стальные и алюминиевые элементы. Корпус имеет стеклопластиковый и алюминиевый обвес. Кокпит гонщика находится в задней части, сам гонщик защищен трубчатой капсулой безопасности. Автомобиль приводится в движение инжекторным V-8, на основе серийного (алюминиевого или чугунного) блока цилиндров, объемом 6,7-7,9 л (410—481 дюйм³, в зависимости от правил санкционирующей организации). Топливом служит метанол, а отдача может превышать 800 л. с.
Автомобили Supermodified имеют ярко выраженную асимметричную конструкцию, обусловленную наличием на трассе лишь левых поворотов. Сам корпус смещен на 18 дюймов (456 мм) от продольной оси, а двигатель укреплен на его левом борту. Это доводит нагрузку на левый борт до 70 %, и до некоторой степени выравнивает асимметричную нагрузку на правые колеса. Вес машин различается от серии к серии и в целом превышает 800 кг. Шины машин Supermodified (гоночный слик) имеют очень большую ширину, едва ли не наибольшую среди всех гоночных машин кольцевых автогонок.
На капсуле безопасности укреплено большое антикрыло, площадью до 2,2 м² (24 фут²), с большими вертикальными стабилизаторами по концам. Также небольшое крыло имеется в носу машины. Одни санкционирующие организации требуют жесткого крепления крыла, другие допускают крепление к узлам подвески на пневматических демпферах.
На машинах отсутствуют стартеры, аккумуляторы и КПП, и старт происходит с толкача, с использованием технического грузовика (пикапа) команды.
Исторически, машины Supermodified следовали общим тенденциям в развитии монопостов, эволюционируя от переднемоторных к заднемоторным, но в итоге приняли нынешний вид асимметричных переднемоторных родстеров, схожих со спринт-карами, выступающими на коротких гаревых треках.

## Гонки
Гонки Supermodified проходят на коротких трассах овального типа с твердым покрытием, длиной от 1/4 мили до 1 мили. Средняя скорость достигает 190 км/ч на полумильном треке, и 240 км/ч на треке длиной в милю, максимально достигая 310 км/ч. Дистанция гонок обычно невелика, их продолжительность составляет от 18 до 55 минут.

## Санкционирующие организации
Наиболее крупной санкционирующей организацией гонок Supermodified является основанная в 1974 г. ISMA (International SuperModified Association) в Ливерпуле (штат Нью-Йорк). Организация проводит гонки в 6 штатах преимущественно Северо-Востока и Среднего Запада, а также в Канаде.
В 2001 г. была основана MSA (Midwest Supermodified Association) в Сандаски (штат Огайо), проводящая гонки преимущественно в Огайо, а также посещающая Индиану и Нью-Йорк.
SMRA (SuperModified Racing Association) занималась проведением гонок в западных штатах. Она отличалась значительно более либеральным регламентом, допуская, в частности, независимую подвеску. Однако в 2011 г. организация прекратила своё существование, а гонки были отменены из-за недостатка участников.
Englewood Racing Association (ERA) получила название по Энглвуд Спидвей, в Колорадо, на базе которого она и была основана в 1965 г. Сам трек закрылся в 1978 г., однако организация все еще проводит 9 гонок в год на треке в Эри (штат Колорадо)